# Recado de buen amor
Recado de buen amor es un libro de poemas del escritor y poeta Juan José Cuadros, qué publicó en 1968 por Editora Nacional, el libro va dedicado su hija Almudena. En 1996 Ediciones La Palma con su colección Retorno, rescata esas obras olvidadas o agotadas y les vuelve a dar vida. El libro consta de setenta y nueve poemas, algunos de ellos ya se habían publicado con anterioridad en prensa y revistas literarias.

## Estructura
- Recado de buen amor, (cuatro poemas).
- Lo que se va, (dieciocho poemas).
- Lo que se queda (las palabras), (veintiún poemas).
- Lo que se queda (los lugares), (dieciocho poemas).
- Lo que se queda (los muertos), (diecisiete poemas).
- Recado de buen amor, (un poema).

## Dedicatoria

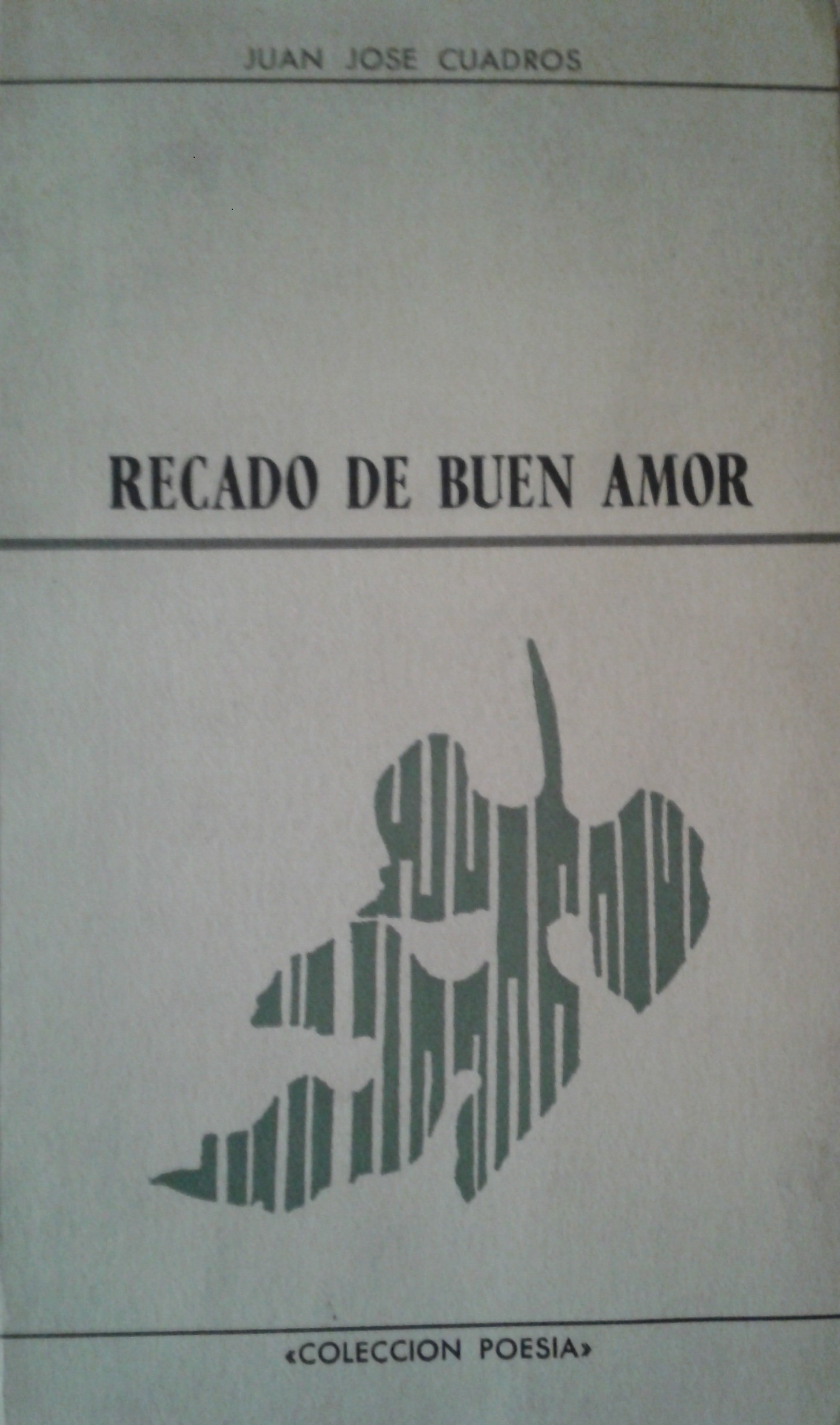
Portada del libro Recado de buen amor. Editorial Nacional (1968).

El libro lleva la dedicatoria a su hija Almudena, aunque el poema a la Lluvia está dedicado a Maruja, su mujer.

Los titulados Santo Domingo de Silos, noche cerrada, Todo por amor, Este que veis aquí, Su andar, Palacio Real, Noviembre, Coplas de duelo para el príncipe don Juan y Oficio de difuntos, están dedicados a Manuel Carrión, don Américo Castro, Ramón de Garciasol, Angelines y Luis Domingo, don Antonio Buero Vallejo, Julio y Emilio de Ayala, Manuel Mantero y José María Fernández Nieto.